# Antwerp Symphony Orchestra
L'Antwerp Symphony Orchestra (Orchestra sinfonica di Anversa) è l'orchestra sinfonica delle Fiandre (Belgio), con sede presso la Queen Elisabeth Hall di Anversa. L'orchestra è guidata dalla direttrice capo Elim Chan e dal direttore onorario Philippe Herreweghe. L'organizzazione, che è una delle sette istituzioni artistiche della Comunità fiamminga, è una delle più importanti rappresentanze culturali della regione.
Sin dal suo principio nel 1955, la missione dell'Antwerp Symphony Orchestra è stata quella di raggiungere il più vasto pubblico possibile con un repertorio sinfonico classico e contemporaneo. In Belgio, l'Orchestra si esibisce ogni stagione nella sua sede di Anversa, così come nelle Fiandre Orientali (Muziekcentrum De Bijloke), Fiandre Occidentali (Concertgebouw Brugge), Limburg (Cultuurcentrum Hasselt) e Bruxelles (Bozar/Paleis voor Schone Kunsten/Centro di Belle Arti). In qualità di ambasciatore culturale delle Fiandre, l'Orchestra ogni stagione intraprende tournée internazionali in Europa e non solo.
Oltre ai regolari concerti, l'Antwerp Symphony Orchestra si dedica anche al lavoro con i giovani e ai progetti sociali per persone con disabilità o provenienti da un contesto migratorio. Nel 2016, l'Orchestra ha ricevuto il premio "Iedereen Klassiek" dall'emittente radiofonica pubblica fiamminga Klara proprio per questo motivo.
Joost Maegerman è amministratore delegato dell'Orchestra dal 2015.

## Nomi
L'Orchestra ha cambiato nome più volte sin dalla sua nascita:
- da aprile 2017 Antwerp Symphony Orchestra
- da settembre 2002 Koninklijke Filharmonie van Vlaanderen / Filarmonica Fiamminga Reale – deFilharmonie in breve
- da luglio 1985 Koninklijk Filharmonisch Orkest van Vlaanderen
- da gennaio 1983 Filharmonisch Orkest van Vlaanderen
- al momento della sua fondazione nel 1955 De Philharmonie van Antwerpen

## Origini e storia

### Origini
L'Orchestra fa parte di una lunga tradizione di associazioni filarmoniche ad Anversa. Il suo più antico precursore è la Société Royale d’Harmonie d’Anvers (che opera ancora oggi con il nome di Sorodha). Questa associazione musicale, fondata nel 1814, vantava un gran numero di membri e un programma molto borghese ed edificante: promuovere e sviluppare il benessere morale della popolazione di Anversa attraverso la musica classica.
L'Antwerp Symphony Orchestra affonda le sue radici direttamente nella Società Zoologica Reale di Anversa o Koninklijke Maatschappij voor Dierkunde (KMDA). Dal suo principio nel 1843, questa società si è concentrata sulla zoologia e sulla tutela della natura. Nel 1895, la Koninklijke Maatschappij voor Dierkunde ha fondato un'orchestra per offrire concerti ai suoi membri. Durante l'estate, questi "Dierentuinconcerten", o Concerti nello Zoo, sono stati organizzati proprio all'interno dello Zoo. Nei mesi invernali, l'orchestra si trasferiva nel "Grote Feestzaal" (il Great Festival Hall, predecessore dell'attuale Queen Elisabeth Hall), costruito nel 1897 per ospitare questi concerti. Sotto la direzione di Edward Keurvels e successivamente di Flor Alpaerts, il programma ha incluso opere di compositori quali Edvard Grieg, César Franck e Hector Berlioz. Anche compositori fiamminghi come Waelput, Blockx, Wambach e De Mol hanno ricevuto un'attenzione speciale. 
Nel 1903, un'altra orchestra fu fondata ad Anversa: la Maatschappij der Nieuwe Concerten van Antwerpen sotto la direzione di Lodewijk Mortelmans. Direttori ospiti come Gustav Mahler, Siegfried Wagner, Hans Richter, Richard Strauss e Sergei Rachmaninov hanno diretto questa orchestra. Solisti come Pablo de Sarasate, Jacques Thibaud, Pablo Casals e Fritz Kreisler si sono esibiti sotto la direzione di Mortelmans.

### Vzw De Philharmonie (1955 - 1983)
Le orchestre della Koninklijke Maatschappij voor Dierkunde e della Maatschappij der Nieuwe Concerten furono sciolte dopo la Seconda Guerra Mondiale. Molti luoghi di intrattenimento civile sono stati gravemente danneggiati durante la guerra, lasciando pochissime sale da concerto in città. Negli anni '50 si rivelò anche difficile mettere insieme orchestre occasionali e trovare palchi adatti per un'orchestra. Inoltre, Anversa aveva solo un'orchestra professionale, quella della Koninklijke Vlaamse Opera (Opera Reale Fiamminga), che aveva un ruolo specifico nel golfo mistico.
Il 12 novembre 1955, Gaston Ariën ha fondato De Philharmonie come organizzazione senza scopo di lucro, in collaborazione con Jef Maes, J.A. Zwijsen e Steven Candael. Il 19 gennaio 1956 sono iniziate le prove. Dopo una cinquantina di incontri, il 10 dicembre 1956 si è svolto il primo concerto nel teatro dell'opera.
Trovare una sistemazione permanente si è rivelata una vera sfida per l'orchestra. Il "Grote Feestzaal" della Società Zoologica Reale/Koninklijke Maatschappij voor Dierkunde era l'unica sala della città con un palco sufficientemente ampio per ospitare un'orchestra. Tuttavia, è stata demolita nel 1958 per costruire la Queen Elisabeth Hall nello stesso luogo. Questo è il motivo per cui De Philharmonie ha provato in vari spazi in tutta la città, tra cui l'Alpaertszaal/Sala Alpaerts dello Zoo e il palazzetto dello sport Olympia a Zuid (che in seguito è stato occupato da un night club dal nome Zillion).
Nel 1959, l'olandese Eduard Flipse è diventato il primo direttore capo dell'orchestra De Philharmonie. Durante gli anni '60 De Philharmonie ha visto la sua affermazione. Nel 1960, la Regina Elisabetta ha inaugurato la nuova sala che avrebbe portato il suo nome, Queen Elisabeth Hall. Da quel momento in poi, l'orchestra ha avuto una sede musicale dedicata alle sue esibizioni. Anche l'emittente televisiva pubblica fiamminga BRT si è regolarmente avvalsa dei servizi dell'orchestra.
Nel 1970, Flipse è andato in pensione. Diversi membri dell'orchestra hanno ricoperto il ruolo di direttore, a partire da Valère Lenaerts, che è stato sostituito da Enrique Jordá tre anni dopo. André Vandernoot è stato il direttore ospite dell'orchestra dal 1975 al 1983.
Dal 1980, De Philharmonie ha unito le forze con deSingel, realizzando il sogno di Peter Benoit, il fondatore del Koninklijk Vlaams Conservatorium (Conservatorio Reale di Anversa), molti decenni dopo. L'orchestra ha finalmente conquistato un secondo, vero e proprio palcoscenico nella sua città natale. Dal punto di vista economico, tuttavia, le cose sono diventate sempre più difficili. Il ministro della cultura fiammingo Karel Poma ha minacciato di sciogliere l'orchestra. A tal fine si è svolto un audit che ha concluso che fosse necessaria una riorganizzazione.

### De Filharmonie van Vlaanderen (1983 - 1985)
In risposta ai risultati della relazione di audit, nel 1983 è stata fondata una nuova organizzazione senza scopo di lucro dal nome De Filharmonie van Vlaanderen. Emil Tchakarov è stato nominato direttore capo ed è stato istituito un nuovo consiglio di amministrazione. A seguito di una modifica del regolamento, l'orchestra poteva adesso organizzare concerti in maniera autonoma.

### Koninklijk Filharmonisch Orkest van Vlaanderen (1985 - 2002)
Nel 1985, il nome dell'orchestra cambiò in Koninklijk Filharmonisch Orkest van Vlaanderen.
Nel 1987, Günter Neuhold è stato nominato nuovo direttore capo. Si è concentrato su opere di compositori fiamminghi contemporanei come Luc Brewaeys. Nel 1996, all'orchestra fu assegnato un luogo permanente per le prove, sotto forma di una nuova costruzione nel quartiere Eilandje di Anversa.
Durante la stagione 1998-1999, Philippe Herreweghe è entrato a far parte dell'orchestra come direttore artistico. Da allora è stato affiliato all'orchestra in modo permanente.

### deFilharmonie - Filarmonica Fiamminga Reale (2002 - 2017)
Il crescente interesse internazionale per l'orchestra ha dato origine a un nuovo nome nel 2002: deFilharmonie (Filarmonica Fiamminga Reale). 
Nel 2008, Jaap van Zweden è stato nominato direttore capo, Martyn Brabbins direttore ospite permanente e Philippe Herreweghe direttore principale. Questo ha creato una solida base artistica per l'orchestra. Nel 2011, Edo de Waart ha sostituito il direttore capo Jaap van Zweden. Nel 2009, è stata presa la decisione di costruire una nuova Queen Elisabeth Hall, con deFilharmonie come orchestra residente, dopo la consultazione con il Maestro architetto fiammingo e con il supporto della Comunità fiamminga.
Dopo tre anni di lavori di ristrutturazione, la nuova Queen Elisabeth Hall è stata inaugurata dalla Regina Mathilde nel novembre 2016 nella stessa location; deFilharmonie ha eseguito quattro concerti inaugurali nel nuovo centro. Da allora, l'orchestra ha provato, suonato e registrato nella Queen Elisabeth Hall.

### Antwerp Symphony Orchestra (2017 - …)
La nuova sala da concerto, con allure internazionale, ha richiesto una nuova modifica del nome. Il 3 aprile 2017, l'orchestra ha cambiato il suo nome in Antwerp Symphony Orchestra. 
Dalla stagione 2017-2018, l'Antwerp Symphony Orchestra ospita ogni stagione orchestre internazionali nella Queen Elisabeth Hall, in collaborazione con deSingel.
All'inizio della stagione concertistica 2019-2020, Elim Chan è diventata la nuova direttrice capo dell'Antwerp Symphony Orchestra. La direttrice aveva solo 31 anni quando accettò la carica, rendendola la più giovane direttrice capo nella storia dell'orchestra.

## Concerti

### Location
Oltre ai suoi concerti nella Queen Elisabeth Hall, l'orchestra si esibisce anche in altre location ad Anversa ogni stagione, come deSingel, De Roma, AMUZ, la Chiesa di San Carlo Borromeo, la Cattedrale di Nostra Signora e Sint-Jansplein. Sale da concerto come il  Centro di Belle Arti a Bruxelles, il Concertgebouw a Bruges, il Muziekcentrum De Bijloke a Ghent e CCHA ad Hasselt sono altre location dove si esibisce l'orchestra.
In qualità di Ambasciatore culturale della Fiandre, l'Antwerp Symphony Orchestra si è già esibita in sale da concerto straniere, come la Philharmonic Hall di San Pietroburgo, il Grande Teatro Nazionale di Pechino, il Musikverein e la Konzerthaus di Vienna, il Koninklijk Concertgebouw di Amsterdam, Suntory Hall e Bunka Kaikan Hall a Tokyo e il Palazzo delle Arti di Budapest. Nell'aprile 2019, l'Antwerp Symphony Orchestra è diventata la prima orchestra fiamminga in assoluto a fare una tournée in America Latina, con concerti al Teatro Mayor di Bogotá (Colombia) e presso la Sala São Paulo a San Paolo (Brasile).

### Tradizioni
L'Antwerp Symphony Orchestra ha una serie di tradizioni, vale a dire un numero di concerti ricorrenti (ogni anno).
Ogni anno, l'Antwerp Symphony Orchestra tiene un concerto nella Cattedrale di Nostra Signora ad Anversa, concerti natalizi nella Chiesa di San Carlo Borromeo e un concerto di Capodanno nella Queen Elisabeth Hall. Inoltre, l'orchestra esegue da più di dieci anni un programma di musica classica accessibile durante il suo concerto all'aperto a Sint-Jansplein, il primo weekend di settembre.

## Registrazioni
L'Antwerp Symphony Orchestra esegue registrazioni per rinomate etichette classiche quali PHI, BIS Records e PentaTone Classics. 

## Istruzione e sensibilizzazione
Questo settore raggruppa una moltitudine di iniziative, con le quali l'Antwerp Symphony Orchestra realizza una missione educativa e sociale. L'orchestra sviluppa un'esperienza culturale duratura, consentendo a bambini, giovani e persone vulnerabili e di diversi background culturali di partecipare alla musica classica. Questi tipi di progetti, che si rivolgono in modo specifico a bambini e giovani, sono un filo conduttore dell'intera esistenza dell'Antwerp Symphony Orchestra.
In quanto istituzione, l'Antwerp Symphony Orchestra è la forza trainante di diverse orchestre giovanili (la Re-Mix Orchestra fondata nel 2007, l'Antwerps Jeugdorkest fondata nel 2018 e la Youth Orchestra Flanders fondata nel 2018). L'orchestra ha inoltre fondato l'Antwerp Symphony Orchestra Academy nel 2018. Partecipa inoltre allo stage biennale di composizione musicale SoundMine.

## Direttori

### Direttori principali
- 2019 - ad oggi Elim Chan
- 2011 - 2016 Edo de Waart
- 2008 - 2011 Jaap van Zweden
- 2002 - 2008 Daniele Callegari
- 1998 Philippe Herreweghe (affiliato in modo permanente all'Antwerp Symphony Orchestra dal 1998)
- 1995 - 1998 Grant Llewellyn
- 1991 - 1995 Muhai Tang
- 1986 - 1991 Günter Neuhold
- 1983 - 1986 Emil Tchakarov
- 1975 - 1983 André Vandernoot
- 1970 - 1975 Enrique Jordá
- 1959 - 1970 Eduard Flipse

### Intendenti/Amministratori delegati
- 2015 - ad oggi Joost Maegerman
- 2009 - 2015 Hans Verbugt
- 2009 Jean Pierre Grootaers
- 2004 - 2008 Hans Waege
- 2000 - 2004 Jan Raes
- 1993 - 2000 Luc Vanackere
- 1991 - 1992 Marc Anseeuw
- 1986 - 1991 Luc Vanackere
- 1984 - 1986 Marc Clémeur
- 1964 - 1983 François Cuvelier

## Discografia (selezione)
- Bert Joris: Dangerous Liaison (insieme all'Orchestra Jazz di Bruxelles)
- Claude Debussy / Luc Brewaeys: Preludes - Recomposition for symphony orchestra, diretta da Daniele Callegari (2005)
- Ludwig van Beethoven: Sinfonia N. 4 in Si bemolle maggiore, Op. 60 & Sinfonia N. 7 in La maggiore, Op. 92, condotta da Philippe Herreweghe (2005)
- Maurice Ravel - orchestrazioni: Mussorgsky – Debussy – Chabrier - Schumann
- Giya Kancheli: Simi (per violoncello e orchestra) e Magnum Ignotum (per un gruppo di fiati)
- Kalevi Aho: Concerti per trombone e tromba, condotti da Martyn Brabbins
- Antonín Dvořák: Concerto per violino e orchestra in La minore, Op. 53 / Suk: Fantasia in Sol minore, Op. 24 e Canzone d'amore, Op. 7, condotta da Alan Buribayev
- Wilhelm Stenhammar: Sinfonia N. 2, condotta da Christian Lindberg
- Robert Schumann: Sinfonia N. 2 e 4, condotta da Philippe Herreweghe

Oltre a questa piccola selezione, l'Antwerp Symphony Orchestra (deFilharmonie, Filarmonica Fiamminga Reale, Koninklijk Vlaams Filharmonisch Orkest) ha realizzato diverse registrazioni di opere di compositori belgi, quali Peter Benoit, August De Boeck, Josef Callaerts, Wim Henderickx, Luc Van Hove, Joseph Jongen, Jef Maes, Arthur Meulemans, Lodewijk Mortelmans, Norbert Rosseau, Adolphe Samuel, Henri Vieuxtemps e Eugène Ysaÿe, spesso sotto la direzione del direttore d'orchestra Martyn Brabbins.